# Kåge Klang
Kåge Klang, född 7 maj 1957 i Danderyd, är en svensk målare, tecknare, animatör, författare, förläggare och partiledare. Även officiant genom Humanisterna. Klang startade 2014 KULTURpartiet i Danderyd och var dess första ordförande. Sedan 2022 verksam konstnär på Cebu, Filippinerna.

## Studier
- Konstfackskolan Måleri 1980-86.
- Dramatiska Institutet Radiodramaturgi 1983-84

## Utställningar
- Konstnärscentrum, Stockholm 1980
- De Unga, Stockholm 1982
- "Audio", Moderna museet, Stockholm 1983
- "Bookart", Hvidovre Kunstbibliotek, Danmark 1983-84
- Galleri Origo, Stockholm 1984
- Konstfack, Stockholm 1986
- Vox Orange, Stockholm 1986
- International Mail Art Congress, Stockholm 1986
- KAM utställningen, Nacka 1987
- Vox Orange, Stockholm 1987
- Hammarbacken, Ludvika 1989
- ABF galleriet, Eskilstuna 1989
- Lucidor, Stockholm 1991
- Hörby museum, Skåne 1992
- Ronneby kulturcentrum 1993
- Galleri S:t Hans, Visby 1993
- Konstnärscentrum, Malmö 1994
- Markaryds konsthall, Småland 1997
- Maglehems hembygdsgård, Skåne 1997
- Karlskrona konsthall 1997
- Åminne bruksmuseum, Småland 2000
- Showroom, Malmö 2002
- Skånes konstförening, Malmö 2003
- Rydsgårdshus, Rydsgård, Skåne 2004
- Ystads konstmuseum, 2004
- Romele konsthall, Skåne 2005
- Tranås centrum, 2005
- Tomelilla konsthall, Skåne 2005
- Galleri Olivia, Solna 2006
- Gärsnäs slott, Skåne 2006
- Tomelilla konsthall 2006
- Marziart Internationale Galerie, Hamburg 2008
- Jordberga gods, Trelleborgs kommun 2009
- Art Farm Gaia Perugia, Italien 2009
- ÖSKG Baskemölla och i Tunbyholmsateljén, Skåne 2010

## Böcker
- "Luffare", Kåges förlag 1981
- "Liten björn i Berlin" , Kaagesperiment Verlag 1982
- "Tjurdynastiens efterlämnade verk", Kaagesperiment Verlag 1984
- "Missförståndarinna" Kåges förlag 1989
- Väggtidningen "Inslag" Malmö stad 2002
- "Tjurdynastien" Publikation 40 rollon 2003
- "Tjurdynastien" 2 upplagan Vulcan 2010
- "Tjurdynastiens efterlämnade skrifter" 3 reviderade upplagan Kåges förlag 2013
- "Smedstorps Allehanda" Kåges förlag 2013

## Video
- "Hello people on mars" 1983
- "Suzanne hos häxdoktorn" 1988

## Audio
- "Kontrapunkt 1-3" 1980
- "Kontrapunkt 4-5" 1981
- "Kansas Anymore" 1981
- "Kasna Isnasnechos" 1982
- "Själens vandring - the Vagabond mechanism" 1982
- "Kontrapunkt 6-9" 1983
- "Total förmåga" dedicerad till Allan Pettersson 1983
- "Kontrapunkt 10" 1983
- "Underjordiska landskap" med Eva Andreasson 1985
- "Djur i urban miljö" 1986
- "Sankta Lucia heliga extas" multimediashow 1989

## Tecknad film
- "När Trollmor tvättade Kungens storbyk", Jönköpings läns museum 2000
- "Sjömalmsfiske", Åminne bruksmuseum 2000

## Datorspel
- "Frejas spel", utvecklat för handikappade barn 1998
- "Villa Naturen", Kristianstads läns museum 1999

## Jury
- Konstfackskolan 1986
- Konstnärernas riksorganisation 2006-09
- Romele konsthall 2009 och 2011
- Kultur Skånes konstnärsstipendier 2010 och 2011
- Mittskånes konstnärsgille 2011

## Förtroendeuppdrag
- Föreningen Danderyds Konsthall (Ordförande 2014-16)
- KULTURpartiet i Danderyd (partiledare 2014)
- Hötorgsakademiens konstförening (ordförande 2013-15)
- Bildkonst Upphovsrätt i Sverige BUS (ledamot 2012-14)
- Konstnärernas riksorganisation KRO-riks (ledamot 2011-2012)
- Konstnärernas riksorganisation KRO-syd (ordförande 2006-2012)
- Humanisterna Hum-Syd (ledamot 2010-2012)
- Kultur Skånes konstkollegium (KRO:s representant 2010-2011)
- Konstfrämjandet-syd (KRO:s representant 2009-2011)
- Feministiskt initiativ F!-Österlen och F!-syd (ledamot och kandidat 2008-2012)
- Jordberga konstexpo (kassör 2009-2011)
- Humanisterna (officiant 2007-)